# Naturnationalpark Stråsø
Naturnationalpark Stråsø er en naturnationalpark på cirka 3.500 hektar og består primært af lysåben natur (specielt hede) og nåleskov. Plantagerne er
hovedsageligt tilplantet efter år 1900. Den ligger i Stråsø Plantage der ligger på Skovbjerg Bakkeø i Vestjylland. En del af plantagen hører til Natura 2000-område nr. 64. Området har en af landets største bestande af vilde kronhjorte, og her findes også ulve, der gennem flere år har ynglet i området. Der er registreret mere end 80 rødlistede arter af planter, laver, mosser, insekter, fugle og pattedyr samt en lang række rødlistede svampearter i skoven.
Området gennemskæres af  to ådale og har Danmarks største koncentration af dynamiske indlandsklitter og særlige naturtyper som sure overdrev og skovbevokset tørvemose. 
Naturstyrelsen meddelte 8. september 2022 at IUCN (International Union for the Conservation of Nature) har tildelt Naturnationalparken Stråsø  forvaltningskategori “V Beskyttet landskab”.

## Indhegning
Når naturnationalparken kommer i normal drift vil der blive lavet en indhegning med et lavt, to-trådet el-hegn (kreaturhegn) rundt om 2.600 ha af naturnationalparkens område. Dette  vil kunne holde stude og heste inde, mens hjorte vil kunne springe over, og bl.a. ulv, grævling og ræv vil kunne passere under hegnet. Der vil i indhegningen blive udsat stude
af racen galloway og heste (kopernik eller Exmoor-pony)